# 廣貫堂前停留場
廣貫堂前停留場（日语：／ Koukandō-mae teiryūjō */?）是位於富山縣富山市中野新町，屬於富山地方鐵道富山軌道線的電車站。車站編號為C06。本站位於富山縣道43號富山上瀧立山線上的共用軌道。

## 歷史

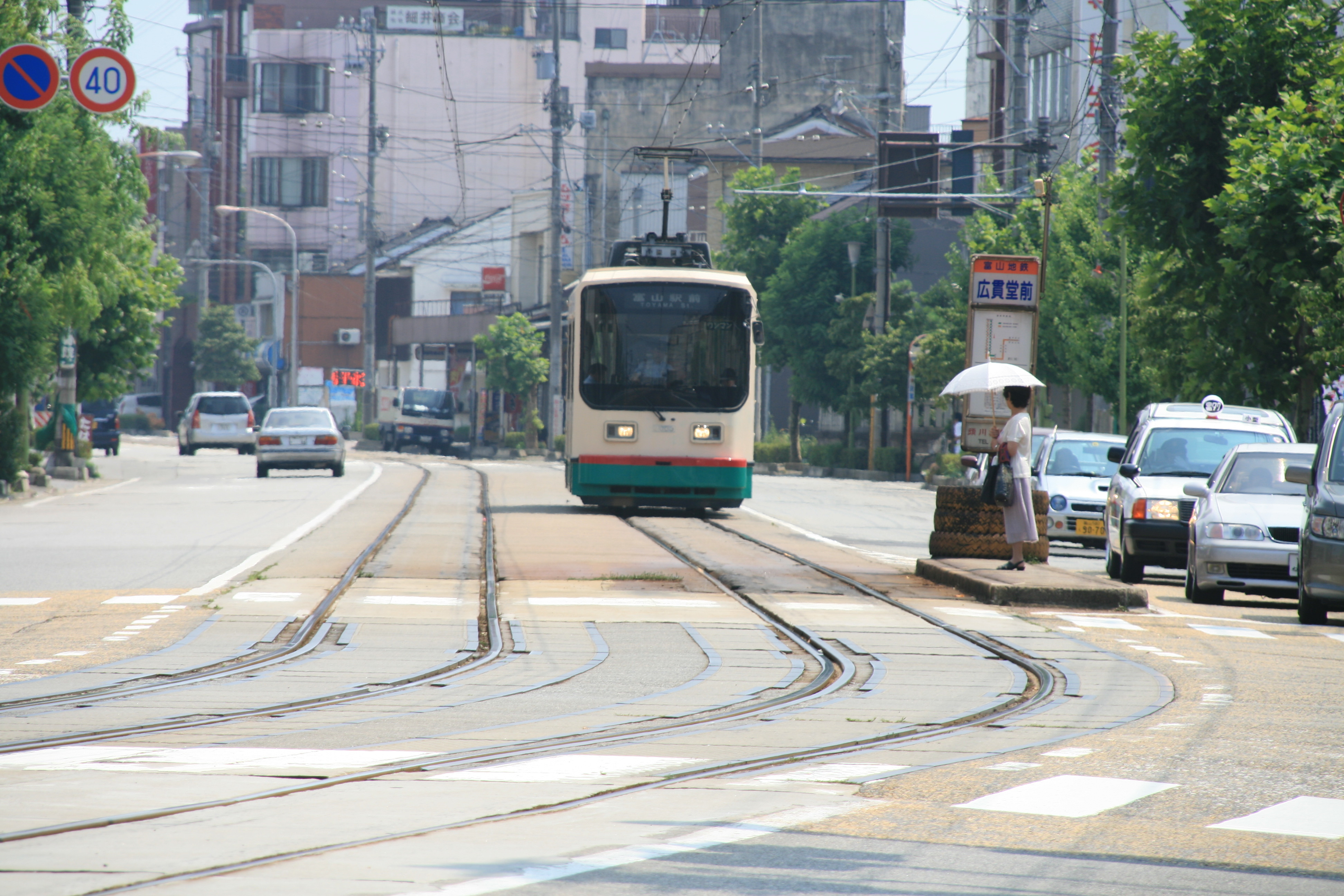
2008年的車站

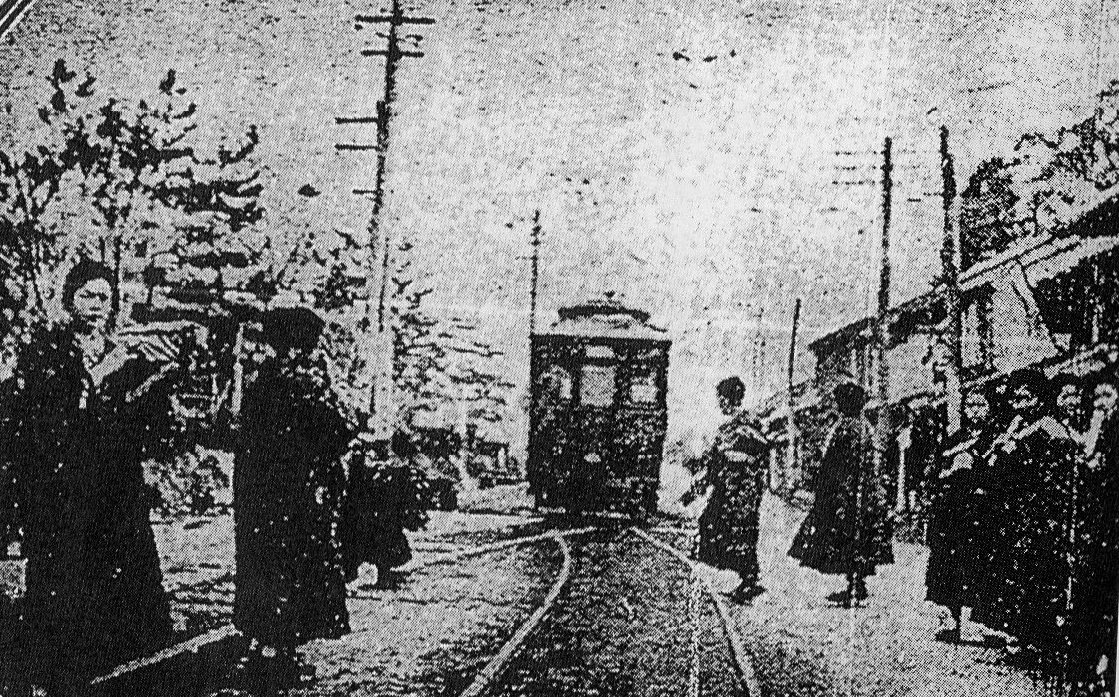
戰前的廣貫堂前停留場

- 1913年（大正2年）9月1日 - 富山電氣軌道停留場啟用[2]。
- 1920年（大正9年）7月1日 - 轉讓至富山市，成為富山市營軌道的電車站[3]。
- 1943年（昭和18年）1月1日 - 路線轉讓。成為富山地方鐵道的電車站[4]。
- 1945年（昭和20年）8月2日 - 發生富山大空襲（日语：富山大空襲），使電車站暫停使用[5]。
- 1946年（昭和21年）1月14日 - 南富山站前至富山站前之間重開[6]。

## 電車站構造
本站是建在共用行車道上的地面車站，設有2面2線的相對式月台（千鳥式月台），兩月台之間相隔一個路口。路口南邊靠近南富山的是大學前方向月台，北邊靠近大學前的是南富山站前方向月台。

## 電車站周邊
- 廣貫堂（日语：広貫堂）
- 北陸銀行中野出張所
- 富山大田口郵局
- 富山市角川介護予防中心（中央保健福祉中心）

## 相鄰電車站
富山地方鐵道
富山軌道線（本線）
西中野（C05）－廣貫堂前（C06）－上本町（C07）

## 注腳
1. ↑  .   [2021年4月19日]. （原始内容存档于2021年3月5日） （日语）.
2. ↑  今尾惠介（監）. . 新潮社. 2008: 36. ISBN 978-4107900241 （日语）.
3. ↑  1920年2月11日付大阪朝日新聞 北陸版 （页面存档备份，存于）（日語）（神戶大學附屬圖書館新聞記事文庫）
4. ↑  1942年12月7日軌道譲渡許可「軌道譲渡」『官報』1942年12月21日（國立國會圖書館數碼化收藏）
5. ↑  富山地方鉄道（編）. . 富山地方鉄道. 1979: 175 （日语）.
6. ↑  富山地方鉄道（編）. . 富山地方鉄道. 1983: 378 （日语）.

## 外部連結
- 廣貫堂前 市內電車 時間預定表PDF（日語） - 富山地方鐵道